# Beyoncé: Live at Wembley
Beyoncé: Live at Wembley è il primo album video della cantante statunitense Beyoncé, pubblicato il 27 aprile 2004 dalla Columbia Records.

## Descrizione
Contiene il concerto registrato il 10 novembre 2003 nella Wembley Arena di Londra, Inghilterra, come tappa del tour mondiale Dangerously in Love Tour.

## Tracce

### DVD
1. Baby Boy – 4:57
2. Naughty Girl – 4:12
3. Fever – 5:55
4. Hip Hop Star – 4:31
5. Yes – 4:07
6. Work It Out – 3:47
7. Gift from Virgo – 3:15
8. Be with You – 3:57
9. Speechless – 5:00
10. DC Medley – 10:43
11. Me, Myself and I – 5:14
12. Summertime – 5:26
13. Dangerously in Love – 8:34
14. Crazy in Love – 7:57
15. Naughty Girl – 1:45

Contenuti extra
1. Backstage – 8:38
2. Staging/coreografie – 5:51
3. Beyoncé's Dressing Room – 5:48
4. Show Favorites – 3:06
5. Beyoncé - Artista solista – 3:25
6. Un giorno a Londra – 4:58
7. Incontra i Fans backstage – 2:58
8. Intervista a Beyoncé – 16:26
9. Crazy in Love (live dai BRIT Awards 2004) – 3:42
10. L'Oréal Commercial – 0:31
11. Destiny's Child Update – 0:17

### CD
1. Wishing on a Star – 4:09 (Billie Rae Calvin)
2. What's It Gonna Be – 3:37 (Beyoncé Knowles, LaShaun Owens, Karrim Mack, Corte Ellis, Larry Troutman, Roger Troutman, Kandice Love)
3. My First Time – 4:25 (Knowles, Pharrell Williams, Chad Hugo)
4. Krazy in Luv (Maurice's Nu Soul Remix) – 6:28 (Knowles, Rich Harrison, Shawn Carter, Eugene Record)
5. Baby Boy (Junior's World Mixshow) – 6:39 (Knowles, Scott Storch, Robert Waller, Carter)
6. Naughty Girl (Calderone Quayle Club Mix) – 9:38 (Knowles, Storch, Waller, Angela Beyincé, Pete Bellotte, Giorgio Moroder, Donna Summer)

Japan bonus tracks
1. Naughty Girl (feat. Lil' Kim) – 3:51
2. Naïve (HR Crump Remix Solange Knowles duet w/ Beyoncé feat. Da Brat) – 3:40

## Vendite
Secondo Nielsen SoundScan il DVD ha venduto più di 264 000 copie solo negli Stati Uniti. A ottobre 2010 Beyoncé: Live at Wembley ha venduto 197 000 copie digitali.

## Classifiche

### Posizioni più alte
| Classifica (2004)                              | Posizione |
| ---------------------------------------------- | --------- |
| Germania (German Albums Chart)                 | 59        |
| Giappone (Japan Albums Chart)                  | 8         |
| Portogallo (Associação Fonográfica Portuguesa) | 26        |
| Svizzera (Swiss Music Charts)                  | 73        |
| Stati Uniti (Billboard 200)                    | 17        |
| Stati Uniti (Billboard R&B/Hip-Hop Albums)     | 8         |
| Classifica DVD (2004)                          | Posizione |
| Australia (ARIA Charts)                        | 1         |
| Belgio (Fiandre DVD Chart)                     | 3         |
| Belgio (Vallonia DVD Chart)                    | 2         |
| Italia (FIMI)                                  | 5         |
| Paesi Bassi (MegaCharts)                       | 5         |
| Spagna (Productores de Música de España)       | 1         |
| Stati Uniti (Billboard)                        | 1         |
| Classifica DVD (2010)                          | Posizione |
| Italia (FIMI)                                  | 5         |

## Premi
| Anno | Cerimonia     | Lavoro                                 | Award                                 | Risultato       |
| ---- | ------------- | -------------------------------------- | ------------------------------------- | --------------- |
| 2004 | Grammy Awards | Krazy in Luv (Maurice's Nu Soul Remix) | Best Remixed Recording, Non-Classical | Vincitore/trice |